# Jovanka Stanojević
Jovanka Stanojević (in serbo Јованка Станојевић?; Belgrado, 11 giugno 1979) è una pittrice serba.

## Biografia e carriera
Nata a Belgrado nel 1979, ha ottenuto il Bachelor of Arts in Belle Arti nel 2005 e il Master of Fine Arts in disegno nel 2009. Sta attualmente completando la propria tesi di dottorato alla Facoltà di Belle Arti a Belgrado. Dal 2008 lavora come Assistant professor alla Facoltà di Belle Arti della Megatrend University di Belgrado.
Ha esposto in Serbia, Regno Unito, Svizzera, Spagna (Guasch Coranty International Painting Prize 2012), Grecia (ArTower Agora 2006, Art Athina 2010), Germania (NordArt 2013 and 2014), Austria, Ungheria, Italia, e ha ricevuto numerosi premi pittorici (tra cui il Public Choice Award a NordArt 2013 a Büdelsdorf, il Grand Prix Milena 2007 all'undicesima biennale In the light of Milena della Fondazione Milena Pavlović-Barili, il secondo premio alla Exhibition of the Young 2011, organizzata da Niš Art Foundation e Philip Morris Industry Art Foundation).
Stanojević ha inoltre partecipato a residenze artistiche alla Scuola internazionale di pittura, disegno e scultura di Montecastello (2004) e all'Outside Project di Firenze (2007).

## Arte
L'arte di Jovanka Stanojević può essere considerata un realismo non ridotto a mera riproduzione, nella convinzione che un dipinto sia sempre un'interpretazione del mondo determinata da convenzioni, ideologia e spirito del tempo. Il realismo diventa una delle possibile strade per esplorare una nuova società e nuove prospettive sulla società e sulla natura. Attraverso i propri ritratti, l'artista serba ci permette di percepire un soggetto come immagine significativa del nostro ambiente culturale, che offre qualcosa di più di una riproduzione convincente e ben fatta di una persona.
Un interesse artistico rivolto verso gli aspetti meno glorificati della vita quotidiana conduce Jovanka Stanojević a dipingere soggetti che possiedono una grandezza non correlata allo status sociale o alla bellezza fisica, come nelle acconciature e nelle grandi teste femminili, dedicate alla celebrazione della donna in tutta la sua unicità. Non si tratta di una fuga romantica in un mondo idilliaco di bellezza e grazie, ma un segno di fondamentale isolamento, esplorazione delle metafisiche dell'ambiente esteriore ed interiore, microcosmo del corpo, vulnerabilità.
Di fronte ai ritratti di grande misura, lo spettatore non può vedere la pittura nella sua pienezza, il suo occhio è costretto ad esaminarla e il cervello inizia ad isolare elementi e a fare collegamenti tra loro. Guardando il dipinto, lo spettatore si avvicina o si allontana, trasformandosi in una lente di ingrandimento.
L'opera di Jovanka Stanojević, parlandoci del rapporto dell'artista con la realtà, tenta di far vedere allo spettatore per un momento il mondo da un'altra prospettiva, dandogli la libertà di cambiarla. Lo spettatore è spinto dentro un attimo e costretto a pensare a ciò che vede.

## Esposizioni

### Personali (selezione)
- 2014 – Palazzo Pretorio, Sansepolcro, Italia
- 2009 – Gallery 73, Belgrado, Serbia
- 2007 – Gallery of the Ilija M. Kolarac Foundation, Belgrado
- 2007 – Center for Study in Cultural Development, Belgrado
- 2006 – ArTower Agora, Atene, Grecia
- 2005 – DKSG, Belgrado
- 2004 – Center for Study in Cultural Development, Belgrado
- 2003 – Center for Study in Cultural Development, Belgrado
- 2002 – Faculty of Fine Arts Gallery, Belgrado

### Collettive (selezione)
- 2014 – NordArt 2013, Kustwerk Carlshütte, Büdelsdorf, Germania
- 2014 – BelgradoNow, Vorlarlberg Museum, Map Kellergalerie and Kunstforum Montefon, Schruns, Austria
- 2013 – Serbian Artists, Graphisoft Park, Budapest, Ungheria
- 2013 – NordArt 2013, Kunstwerk Carlshütte, Büdelsdorf, Germania
- 2013 – The Exhibition of the Young 2013, Niš Art Foundation – Philip Morris International, Philip Morris Industry, Niš, Serbia
- 2013 – Project Old Age, Association Laundry (Belgrado), Art Encounters (Museum of Modern Art Subotica), Gallery Nadežda Petrović (Čačak) e Centro Culturale di Belgrado
- 2012 – Guasch Coranty International Painting Prize 2012 – Finalists, Centre d'Art Tecla Sala, Barcellona, Spagna
- 2012 – International Exhibition of Contemporary Drawing, Swiss Art Space, Losanna, Svizzera
- 2012 – December Exhibition, ULUS, Belgrado
- 2011 – The Exhibition of the Young 2011, Niš Art Foundation – Philip Morris International, Philip Morris Industry, Niš
- 2011 – XV Spring Annual, Galleria d'Arte del Centro Culturale di Čačak, Serbia
- 2010 – Art Athina 2010, Atene
- 2010 – Work in Progress – Art Collection Šumatovčka , Belgrado
- 2010 – The Exhibition of the Young 2010, Niš Art Foundation – Philip Morris International, Philip Morris Industry, Niš
- 2010 – Private Collection – Ljubomir Eric, Art Pavillion Cvijeta Zuzorić, Belgrado
- 2009 – Zlatibor 2008, Art Gallery RTS, Belgrado
- 2009 – December Exhibition, ULUS, Belgrado
- 2008 – Exhibition of Purchased Works of Art in the Field of Fine and Applied Arts, Gallery Magacin, Belgrado
- 2008 – Autumn Exhibition, ULUS, Art Pavillion Cvijeta Zuzorić, Belgrado
- 2008 – XIII Easter Eggs Auction, Gallery Pero, Belgrado
- 2007 – Čukarički Likovni Salon, Gallery 73, Belgrado
- 2007 – 11. International Biennial "In the Light of Milena", Gallery of Milena Pavlović–Barili, Požarevac, Serbia
- 2007 – Annual Exhibition, Gallery of the Ilija M. Kolarac Foundation, Belgrado
- 2007 – XXI Century Presents, Blok Gallery, Belgrado
- 2007 – View, Drawing, Attitude V, Centro Culturale di Novi Sad, Serbia
- 2007 – 8. Biennial of Drawings and Small Scale Sculpture, Art Pavillion Cvijeta Zuzorić
- 2007 – 70 Yers of Faculty of Fine Arts – The Best Students' Drawings Exhibition, French Cultural Center, Belgrado
- 2007 – De Natura East – West, ArTower Agora, Atene
- 2007 – View, Drawing, Attitude IV, Gallery 73, Belgrado
- 2007 – Spring Exhibition, ULUS, Art Pavillion Cvijeta Zuzorić, Belgrado
- 2006 – New Members of Association of Fine Artists of Serbia (ULUS), Art Pavillion Cvijeta Zuzorić, Belgrado
- 2005 – Studies of Diligence, Gallery Zlatno Oko, Novi Sad
- 2004 – Studies of Diligence, Centro Culturale di Belgrado and Gallery Zlatno Oko, Novi Sad
- 2004 – The Awarded Students' Exhibition 2003/2004, Faculty of Fine Arts Gallery, Belgrado
- 2004 – Readers in Čačak, in cooperation with publishing house CLIO, Čačak
- 2002 – Faculty of Fine Arts Students' Exhibition, Atene

### Residenze
- 2007 – Outside Project, Firenze, Italia
- 2004 – International School of Panting, Drawing and Sculpture, Montecastello, Italia

### Colonie artistiche
- 2013 – LindArt, Lendava, Slovenia
- 2007 – Colony of RTS, Zlatibor, Serbia
- 2007 – Likovni susreti, Corfù, Grecia